# Лаодика (дъщеря на Митридат V)
Вижте пояснителната страница за други личности с името Лаодика.
Лаодика (Laodike; † 105 пр.н.е.) е царица на Понтийското царство.

## Биография
Дъщеря е на цар Митридат V от Понт и на Лаодика VI.
Лаодика се омъжва за брат си Митридат VI. Когато той е в Мала Азия тя му изневерява и след като се връща иска да го отрови, но тя е предадена и екзекутирана.

## Деца
Лаодика и Митридат VI имат четирима сина и две дъщери:
- Митридат
- Аркатий
- Махарес
- Фарнак II
- Клеопатра от Понт Д
- Дрипетина